# 超魔術
超魔術（ちょうまじゅつ）とは、Mr.マリックが考案し命名したマジックの新ジャンル。

## 歴史
1988年に『11PM』（日本テレビ系）へ出演し、スプーン曲げなど超能力演出のマジックを披露したことがきっかけでMr.マリックの超能力的な現象のマジックが大ブームとなる。
1989年『木曜スペシャル』でMr.マリック初のスペシャル番組が放送された際に、この番組タイトルが『Mr.マリック超魔術』であった。
当初は、超能力なのかマジックなのか明言を避けるため超魔術の呼称が用いられたが、現在ではマジックの一種としてMr.マリック自身がNHKを含め各テレビ局の番組に出演し、種明かしを披露している。

## 特徴
Mr.マリックは、ユリ・ゲラーの出現が超魔術のヒントになったと発言しており、それまでのステージ上で行うことを前提としたものではなく、テレビを通じて演じられる新たなエンターテイメントの演出技法として位置付けている。
スプーン・硬貨・紙幣など身近な物を使い、かつて超能力番組で使用された透視や予言、念力などの用語を使うのも特徴のひとつ。ビジュアル的には、いかにも手品師らしいタキシードではなくミステリアスな衣装を着用し、マジシャンにはタブーとされてきたサングラスをかけて目線を隠した。超魔術を確立するのに14年間研究を積み重ねたという。

## 逸話
Mr.マリックによると、来日中のユリ・ゲラー本人から電話で赤坂のホテルに来るよう呼び出され「ユリ・ゲラーがスプーン曲げの元祖である」旨の念書に署名を要請され、これを快諾している。その席で箱の中身を透視で言い当てる超魔術を披露すると、ユリ・ゲラーは「この手品どこで売っているんだ!!俺もやりたい」と執拗に迫り、エレベーターまで追いかけてきたという。
また手品全般に言える話だが、特に超能力的演出を行っていた超魔術では本物の奇跡であると誤解される場合があり、これを私的に利用するべく直接Mr.マリックを尋ねる者も多かったという。ある人物の体内に毒物を瞬間移動するように依頼する者が現れたり、お札を増やす手品を披露した後、泊まっている旅館の管理人からお金を増やしてくれと頼まれた事もあるという。